# Peintures murales en Côtes-d'Armor
Cette liste recense les peintures murales réalisées en Côtes-d'Armor dans la région Bretagne, avec classement non exhaustif dans l'ordre chronologique, puis alphabétique.

## XIesiècle
- Saint-André-des-Eaux, ancienne église Saint-André (XIe siècle) : Saint-André-des-Eaux était une ancienne enclave de l'évêché de Dol[1] et probablement une ancienne trève de Plouasne[2] — son porche datant du début du XVe siècle —[3], dans laquelle figurent d'importants vestiges de peintures murales romanes[4]. Abandonnée vers 1893 et aujourd'hui ruinée, elle a longtemps servi de carrière.  Classé MH (1990)[5],[6],[7]. Les peintures murales, soumises aux intempéries depuis que l'église est abandonnée et tombée en ruine ont presque disparu. Il n'en reste plus que quelques lambeaux dans l'édifice actuel[8]. Le musée des Monuments français en avait fait faire des photographies et des relevés aquarellés par Charles Chauvet au début du XXe siècle[9].

Selon l'analyse archéologique, les premières peintures murales dateraient de la même époque que le bâtiment lui-même. Elles ont été peintes à fresque ou à sec sur un mortier de couleur beige. Les motifs géométriques peints s'inspirent d'éléments architecturaux à l'abord des ouvertures. De part et d'autre de l'arc diaphragme (côté nef) et sous celui-ci, les motifs associent motifs circulaires, dents de scie, losanges, et feuilles de fougères. Ce sont les seuls décors qui ont résisté aux intempéries. Une reconstitution de ce décor est visible dans l'article de M. Dupuis dans le Bulletin monumental.
Ce premier décor a été recouvert ensuite par la crucifixion (œuvre disparue),,. La scène est surplombée par une représentation symbolique de la lune et du soleil. Y figurent saint Jean, la Vierge Marie et deux autres personnages : le centurion perçant le flanc du christ et le porte-éponge, selon Mathias Dupuis. Cette œuvre, proche des crucifixions romanes du Val de Loire, pourrait être datée entre la fin du XIIe siècle et le début du XIIIe siècle. L'aspect allongé des visages et le drapé des vêtements rapprochent notamment cette œuvre des peintures romanes de Saint-Aignan datées de 1200.
Les murs auraient ensuite été recouverts par deux autres campagnes de peinture, l'une à l'époque moderne et la dernière au XIXe siècle. Elles représentent des motifs architecturaux simples imitant un appareillage de maçonnerie (faux appareil).

Ancienne église de Saint-André-des-Eaux
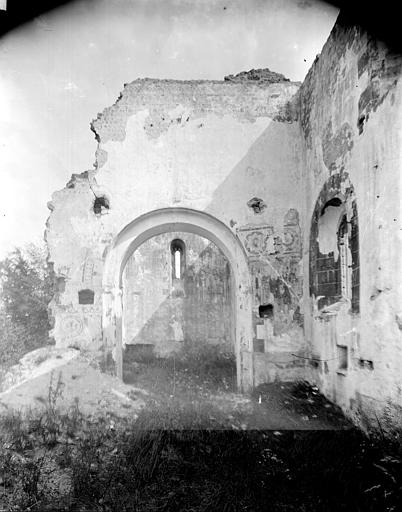
Peinture murale au sud de l'arc diaphragme, côté nef.
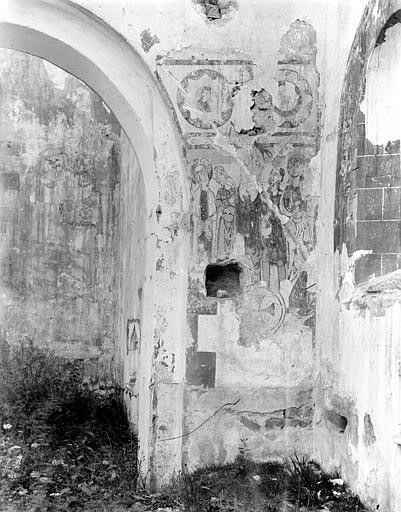
Peinture murale au sud de l'arc diaphragme, côté nef.
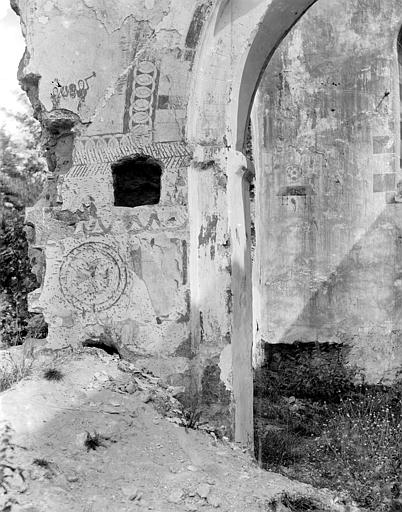
Peinture murale au nord de l'arc diaphragme, côté nef.
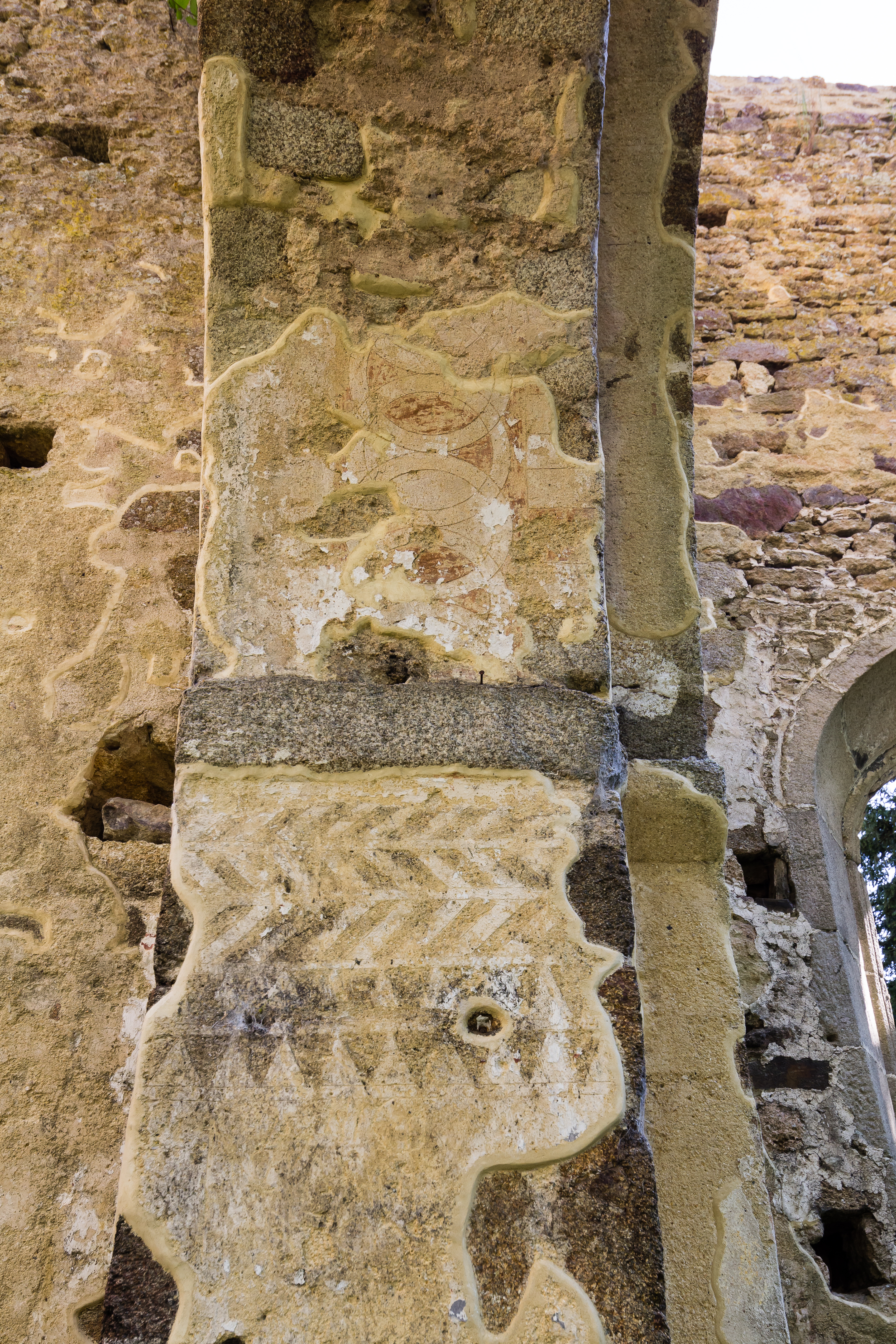
Vestiges de peinture sous l'arc diaphragme.

## XIIesiècle

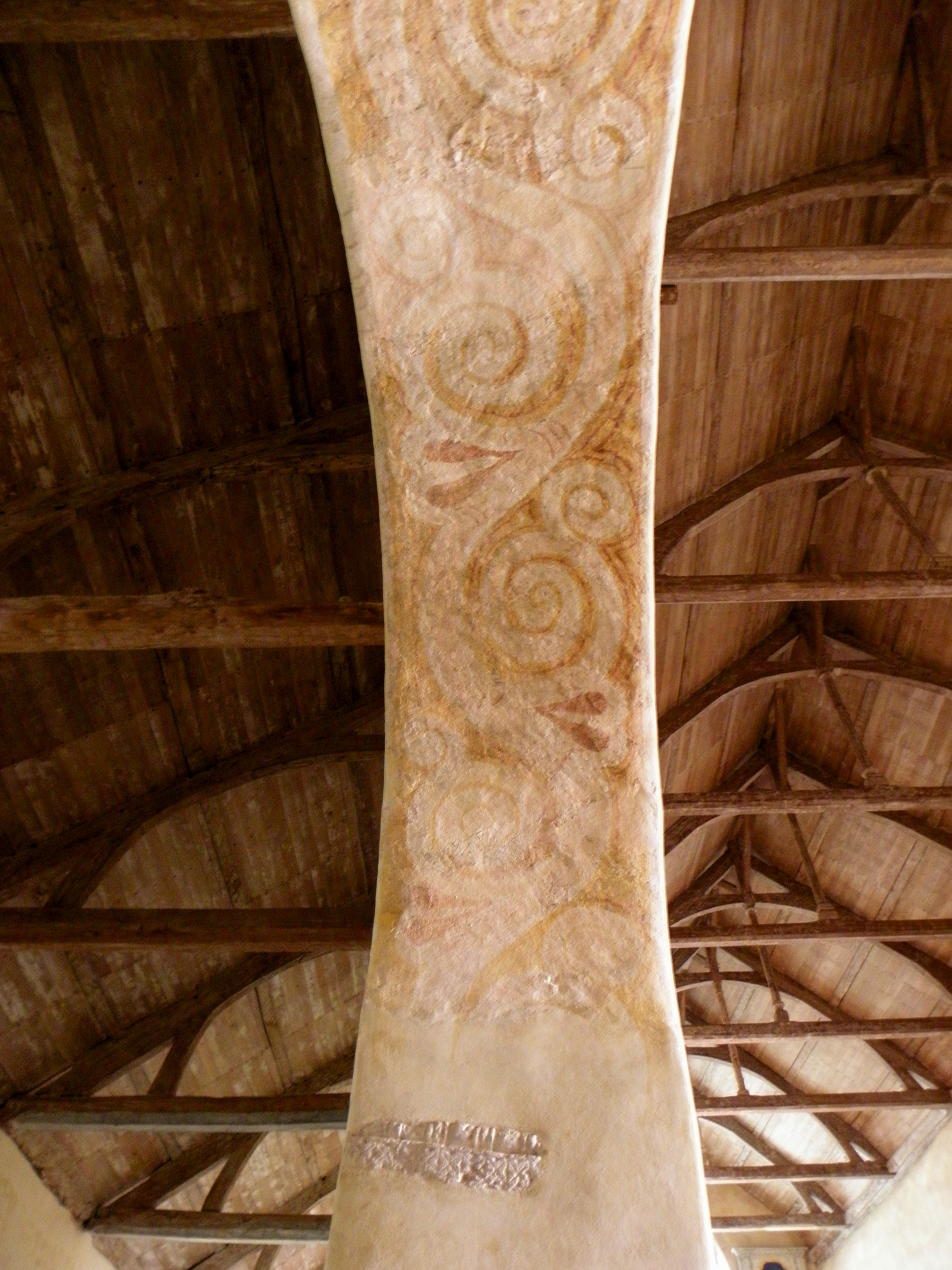
Fresque de l'église Saint-Gal de Langast.

- Langast, église Saint-Gal de Langast :  Classé MH (1981)[15]. Sous l'enduit, des fresques romanes exceptionnelles ont été découvertes à l'intrados des grandes arcades, ainsi que des fresques gothiques et du XVIIe siècle[16]. Les peintures romanes représentent des figures d'anges et de saints en pieds accompagnées d'inscriptions au milieu d'un décor géométrique et végétal, et notamment une très rare représentation d'un saint Michel psychopompe. Elles sont sans équivalent de par leur style et ne semblent influencées par aucune autre école régionale, contrairement aux autres peintures murales qui subsistent en Bretagne. Réalisées avec une gamme très réduite de pigments, elles sont très stylisées et rappellent par de nombreux égards les sculptures des chapiteaux romans bretons, notamment ceux de l'église Saint-Pierre-et-Saint-Paul de Fouesnant[17]. Leur datation fait débat, allant du IXe au XIIe siècle. Xavier Barral i Altet y voit un rare exemple de fresques du début du XIe siècle[18]. L'analyse des inscriptions accompagnant certaines figures et celle des vêtements les font dater du XIIe siècle pour d'autres spécialistes[19].
- Lamballe, église Saint-Martin : une arcade, un pilier et le mur du clocher roman comporte des peintures murales de facture médiévale : un moine et calice sur un pilier roman à proximité du chœur ; le Christ entouré de rinceaux au dos d'une arcade romane ; sainte Radegonde sur le mur de l'ancien clocher de l'église romane[20].  Classé MH (1907).

Église Saint-Martin de Lamballe
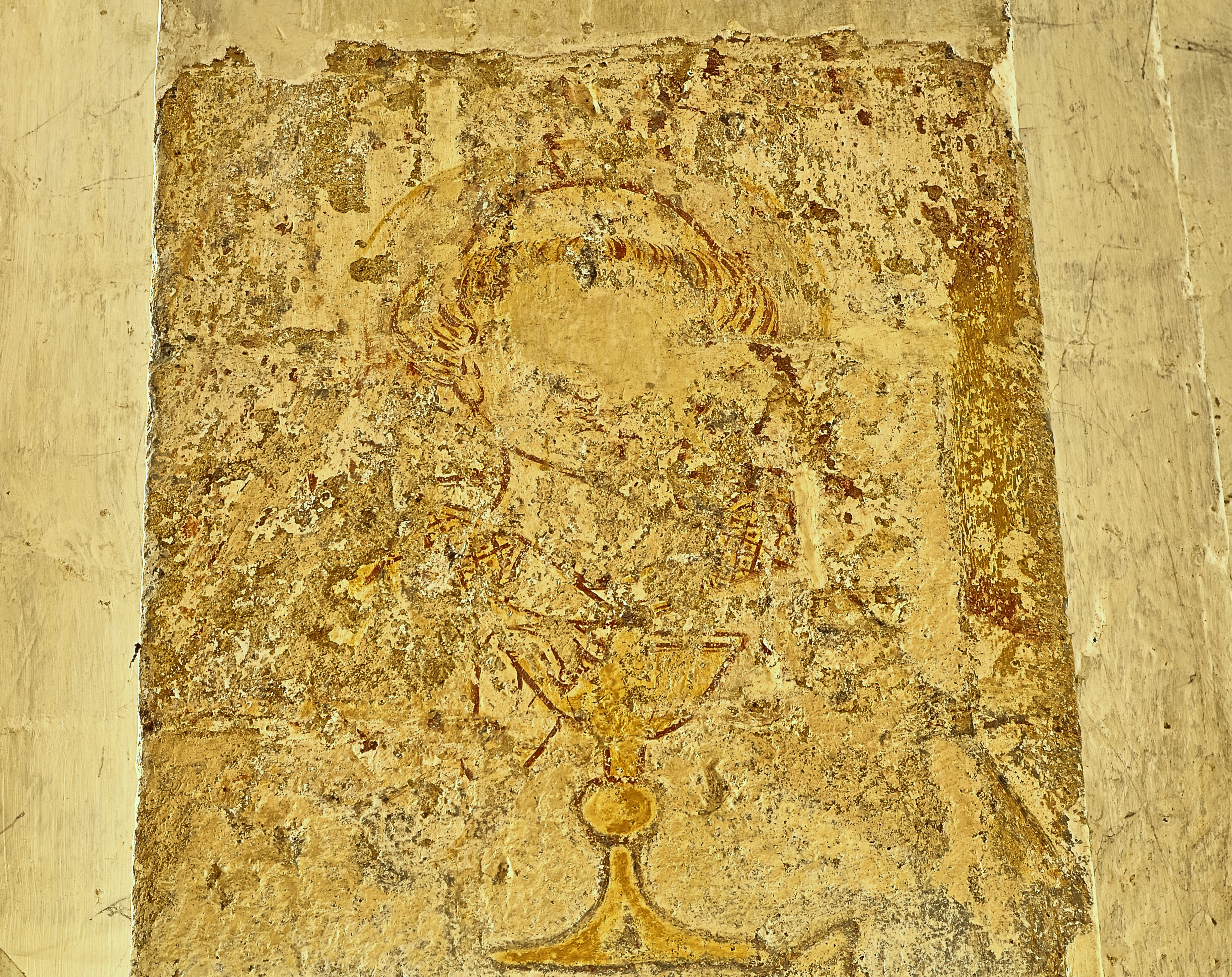
Moine et calice.
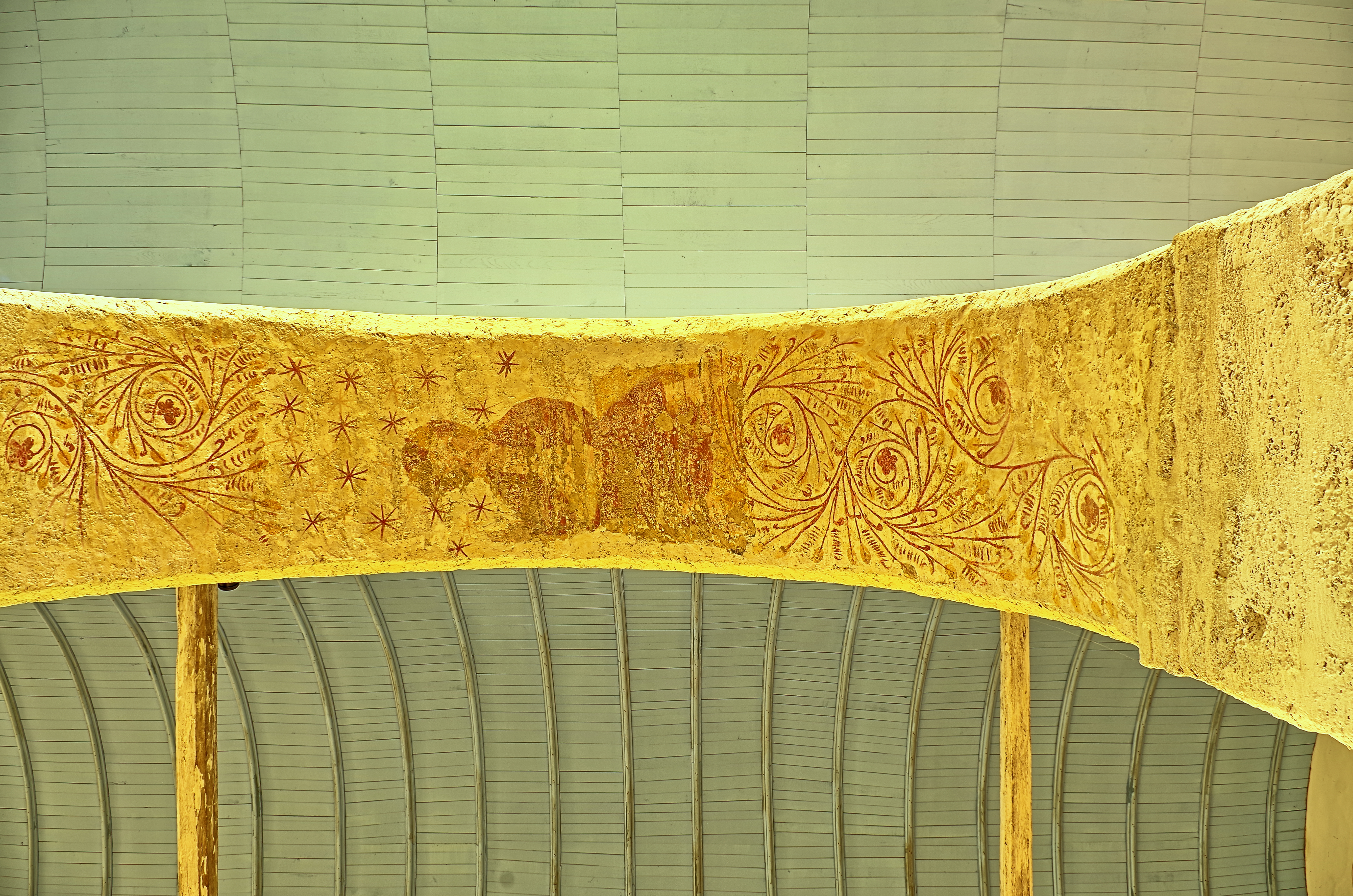
Christ entouré de rinceaux.
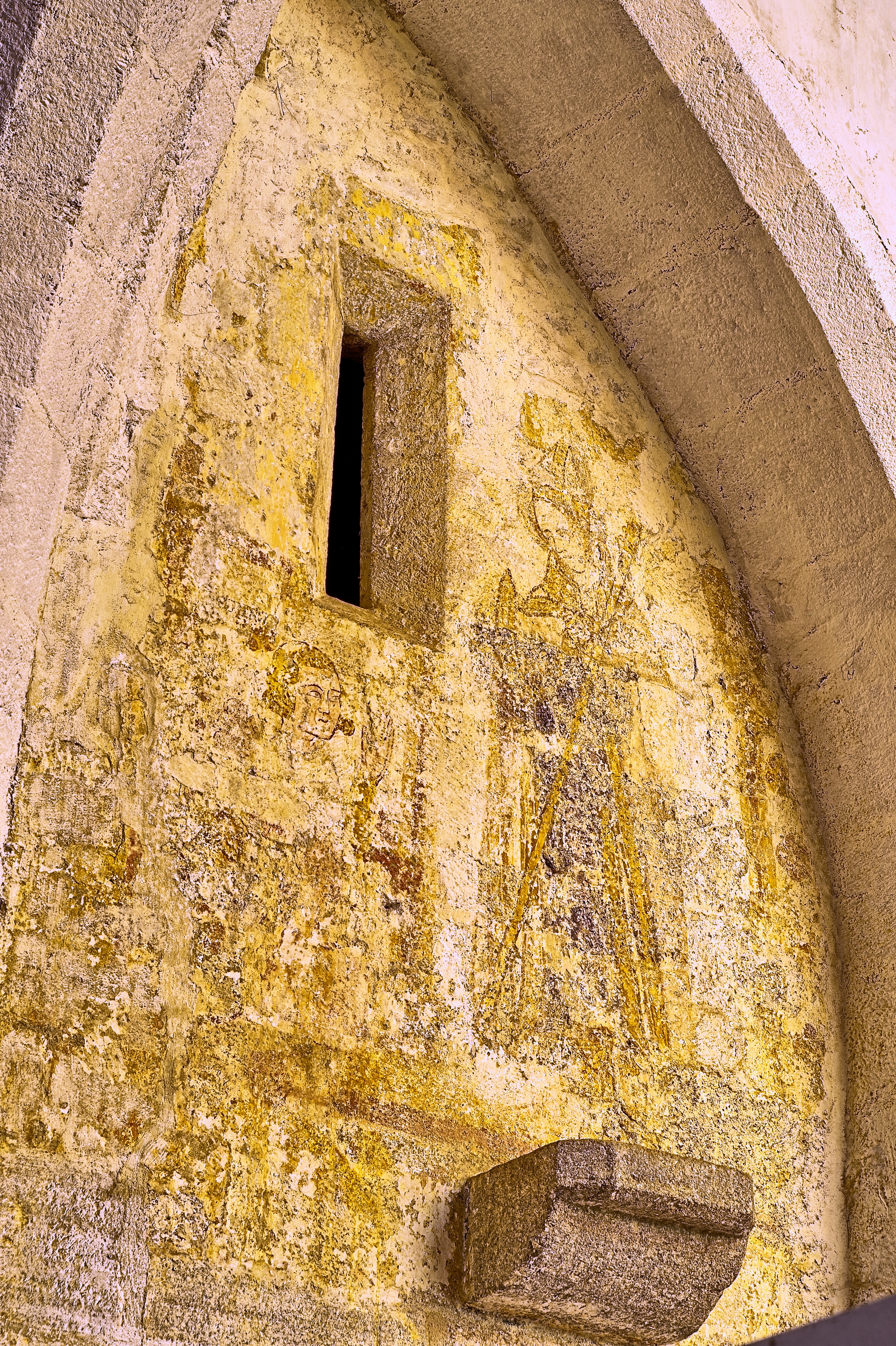
Sainte Radegonde.

- Morieux, église Saint-Gobrien : des scènes de la vie du Christ (Nativité, Présentation au Temple, Baptême, Tentation au Désert, Crucifixion) furent peint aux XIIIe et XIVe siècles dans la nef sur le mur sud et l’arc diaphragme. Sur le mur nord figure le Couronnement d’épine, la Mise au tombeau et la Descente aux Enfers du XVIIe siècle. Le chœur est décoré au XVe siècle sur le thème de la Passion (Lavement de pieds, Cène, Jardin des Oliviers, Flagellation). Cette architecture simple est magnifiée par les fresques des XIIe et XIIIe siècles, et des XVe et XVIIe siècles qui couvrent les murs, remarquablement bien conservées, avec des motifs décoratifs et des frises soulignant l’architecture, ainsi que des scènes figuratives. De nombreuses scènes illustrent la vie de saints — martyres de sainte Lucie et de saint Étienne dans la nef, saint Christophe dans le bas-côté sud, saint Michel dans le chœur — et un calendrier agricole du XIVe siècle orne l’intrados de l’arc triomphal dans des pigments rouge et jaune[21].  Classé MH (1995).

## XIIIesiècle
- Créhen, château du Guildo : en 2005 fut découvert dans les parties subsistantes d'une chambre basse, à proximité de la grande salle nord, les vestiges de peintures murales d'un décor de faux appareil en polychromie inversée à joints blancs dédoublés sur fond d'ocre rouge avec un décor de merlettes dans le centre sur les murs nord et sud, et d'une fleurette stylisée sur le mur est[22]. Des pièces de monnaie découvertes dans la même couche stratigraphique permettent une datation de la fin du XIIIe siècle[23],[24].
- Léhon, abbaye Saint-Magloire  Classé MH (1875): il est un des rares témoins des réfectoires de cette période encore aussi bien conservés avec de grandes baies gothiques à remplages trilobés, des chapiteaux aux motifs de feuilles du XIIIe siècle, des peintures murales aux tons ocre et des fleurs dans les embrasures des baies. « [le]décor d'arcades à fines colonnettes déterminant de fausses lancettes terminées à leur sommet par un arc trilobé est comme transposé dans les trumeaux des baies du mur d'en face, du côté du cloître, associé à un faux appareil, dans les deux tons d'ocre rouge et jaune »[25].
- Paimpol, abbaye de Beauport : traces de peintures murales, restaurées après 1992[26],[27].  Classé MH (1862).
- Plouha : Chapelle de Kermaria an Iskuit,  Classé MH (1907) une fresque " Dit des trois morts et des trois vifs, l'autre une Danse macabre[28]

Chapelle de Kermaria an Iskuit
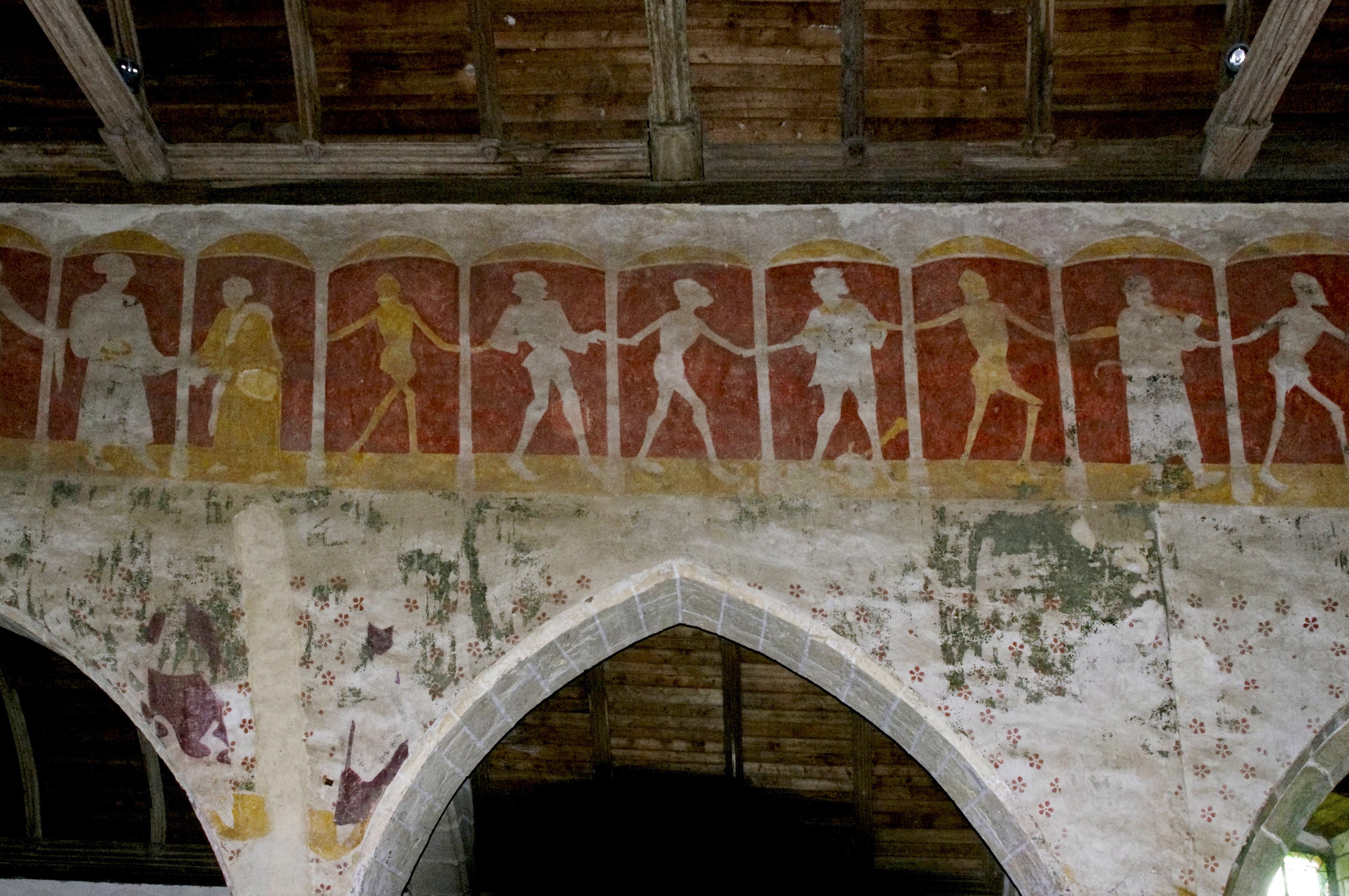
Fresque représentant une danse macabre.

## XIVesiècle
- La Roche-Derrien, église Sainte-Catherine : traces de polychromie datées du XIVe siècle[25].

## XVesiècle

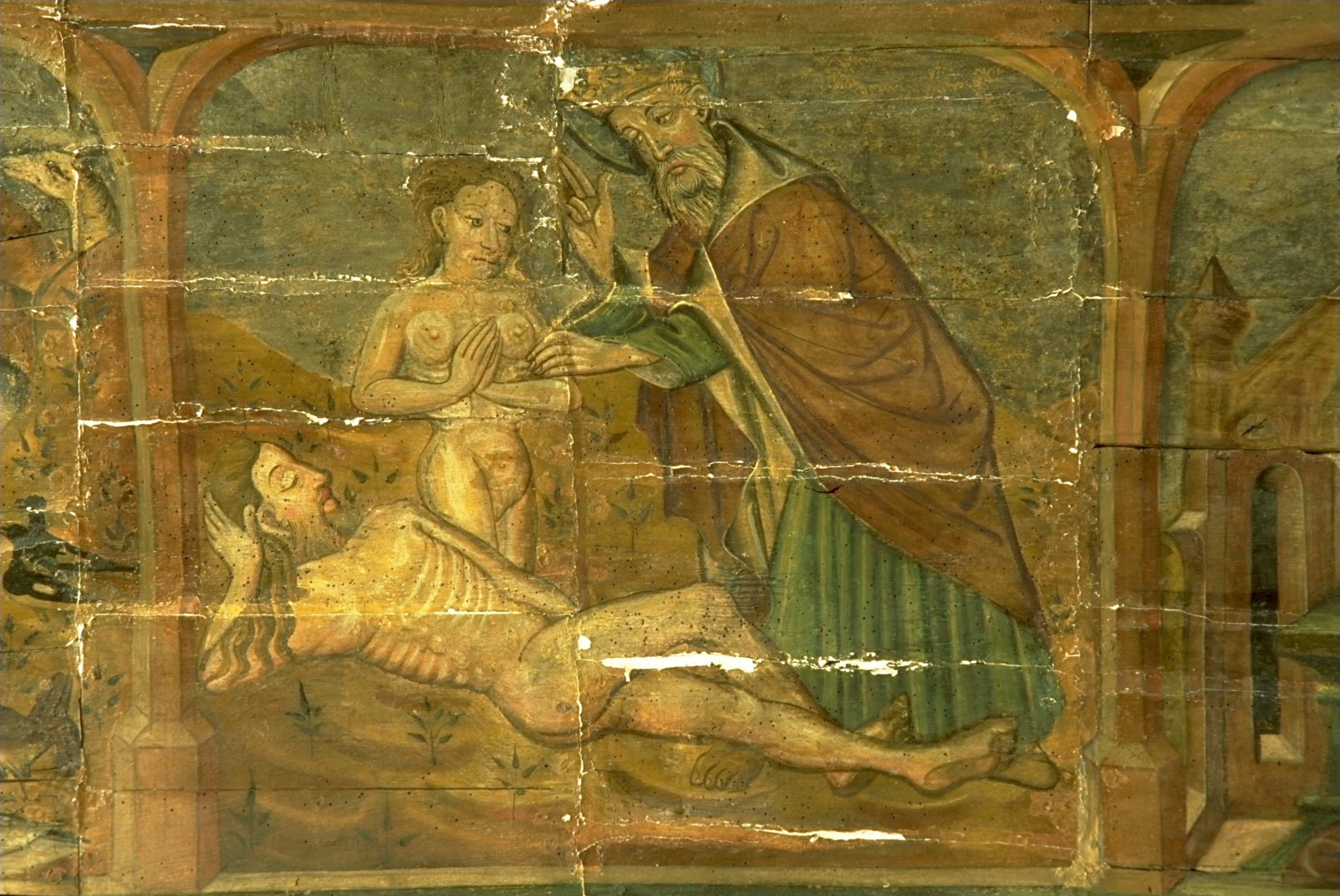
Fresque de l'église Notre-Dame-du-Tertre à Châtelaudren-Plouagat.

- Châtelaudren-Plouagat, église Notre-Dame-du-Tertre  Classé MH (1907)[29] : plafonds lambrissés polychrome du XVe siècle et peinture murale de la crypte, représentant des scènes de l'Ancien Testament ainsi que la vie et la Passion du Christ. Ainsi que saint Fiacre et sainte Marguerite[30].
- Fréhel, chapelle du Vieux-Bourg : ancienne église paroissiale de Pléhérel-Plage, elle est le vestige d'un édifice vraisemblablement construit au cours du XIVe siècle et amputé de sa partie occidentale à la fin du XIXe siècle en raison de son état de délabrement très avancé. Vestige d'un édifice de plan rectangulaire allongé à vaisseau unique construit en grès rose, granite et poudingue, comprenant une aile en équerre au sud et une sacristie accolée au chevet. Un arc-diaphragme épaulé de contreforts extérieurs soutient un ancien clocher-peigne à deux baies. Elle renferme 12 statues polychromes, et une voûte peinte en bleu étoilé avec des têtes d'angelots au-dessus de nuages, peintures restaurées en 2003 et 2004[31].
- Le Quillio, église Notre-Dame-de-Délivrance : fresque du XVe siècle représentant une Vierge enceinte de l'Enfant jésus, entourée du roi Salomon, du roi David, de saint André et de saint Roch  Classé MH (1986)[32].
- Merléac, chapelle Saint-Jacques de Saint-Léon : chapelle ayant bénéficié en 1861 de restaurations, elle fut  Classé MH (1862). Elle fut dotée de ses décors par la famille de Rohan. Depuis 2010, elle fait l'objet d'importantes restaurations, ayant permis de redécouvrir les peintures murales et les lambris peints de la nef. À la voûte peinte de la nef figure la Genèse. Les décors héraldiques furent étudiés par Laurent Hablot, qui indique que le surlignage des arcades par la polychromie se transforme en décor héraldique faisant alterner les macles de la maison de Rohan, avec les hermines bretonnes peintes en ocre rouge au lieu d'êtres noires[33],[34]. Le lambris peint a fait l'objet d'un colloque pluridisciplinaire le 28 octobre 2017[35].  Classé MH (1908).
- Plouha, chapelle de Kermaria an Iskuit, ou Kermaria an Isquit : située dans le hameau de Kermaria, elle se dresse au milieu de la campagne. La voûte est à deux travées, décorée d'anges peints a fresco.  Classé MH (1907)[36].

La chapelle de Kermaria est, avec l'église de Kernascléden (Morbihan), le seul sanctuaire de Bretagne à posséder une fresque représentant ce thème de l'art macabre du Moyen Âge. Cette fresque comportant 47 figures d'environ 1,3 m de haut. Recouverte de badigeon au XVIIIe siècle, elle est remise au jour en 1856 par Charles de Taillart. La réalisation de cette fresque est située entre 1488 et 1501.
À Kermaria, la farandole macabre est située en hauteur, de part et d'autre de la nef principale, au-dessus des arcs séparant les bas-côtés de la nef. Elle commençait par le personnage de l'acteur (ou l'auteur), aujourd'hui disparu, situé près du chœur côté épître, chargé de rédiger les sentences morales de huit vers chacune, tracées sous chaque personnage. Après l'acteur, la chaîne comprend, séparés par des squelettes au rire sardonique : le pape ; l'empereur ; le cardinal ; le roi ; le patriarche ; le connétable ; l'archevêque ;le chevalier ; l'évêque ; l'écuyer ; l'abbé ; le bailli ; l'astrologue ;le bourgeois ; le chartreux ; le sergent.
Dans le bas-côté nord, face à la chapelle privative, une frise de 7 m de long à l'origine représentait, également a fresco, un Dit des trois morts et des trois vifs, dans les tons de grisaille sur fond ocre rouge.
Un groupe de quatre sujets non séparés par des squelettes : le médecin (avec sa fiole de potion), la femme accrochée aux bras de ses voisins, l'usurier et le pauvre ; l'amoureux, portant pourpoint et poulaines ; le ménétrier, dont le biniou est à terre ; le laboureur, avec sa serpe et son hoyau à l'épaule ; le cordelier ; l'enfant. La réalisation est dans les tons clairs pour les personnages, marqués par un trait léger, sur fond ocre rouge-brun. Le décor de la farandole est une galerie séparée par des colonnettes, dans les travées desquelles évoluent les personnages,,,.

Plouha, chapelle de Kermaria an Iskuit
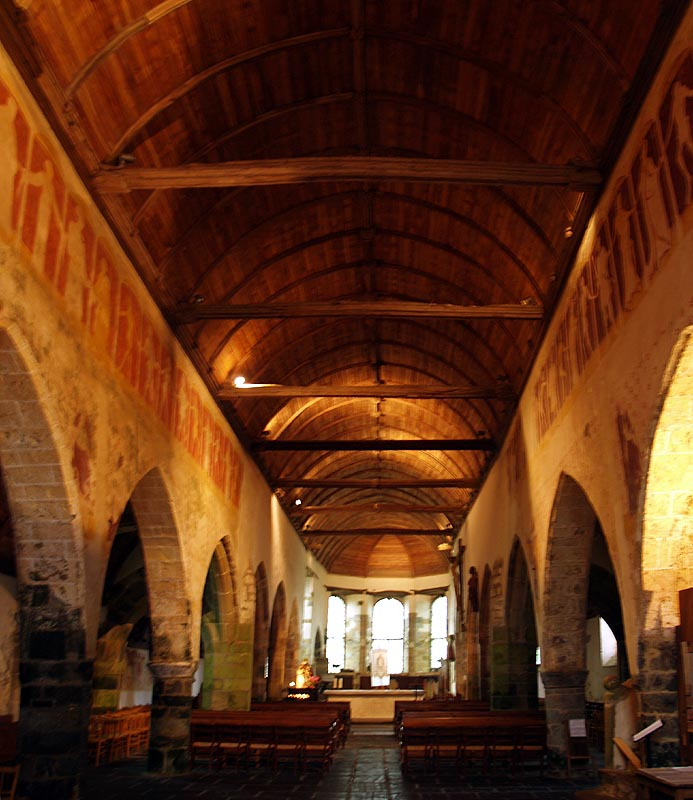
Danse macabre, voûte de la nef.
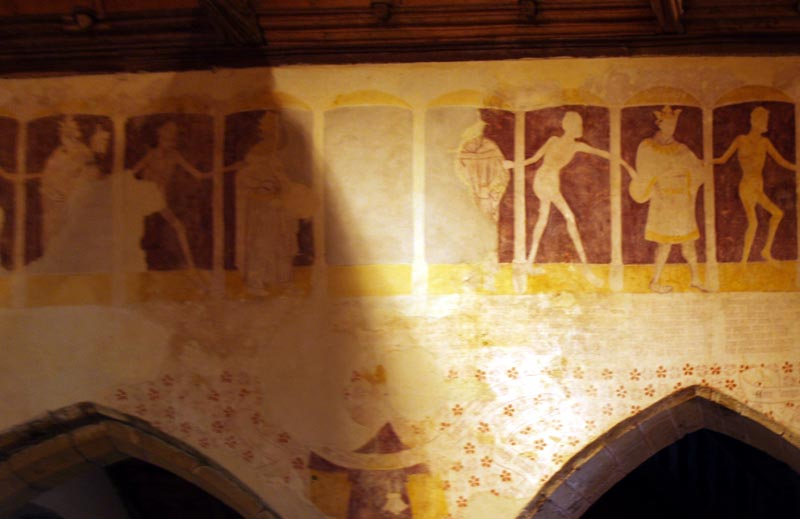
Détail de la fresque sur le mur sud.
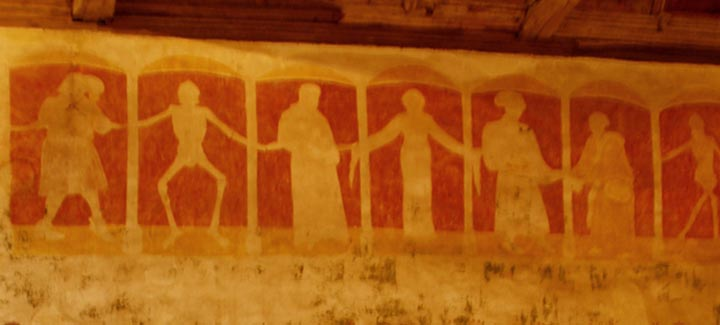
Au centre, la femme, seul personnage que la Mort ne tient pas.
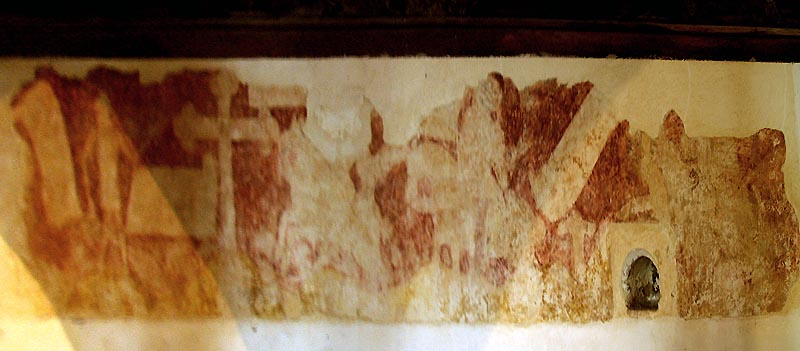
Fresque du Dit des trois morts et des trois vifs.

- Tréguier, Cathédrale Saint-Tugdual de Tréguier  Classé MH (1840) : décor armorié dans la ref, ainsi que les voûtes peintes qui furent peintes sous l'épiscopat de Jean de Ploeuc (1442-1453), ainsi qu'une représentation de saint Corentin[41]

## XVIesiècle
- Lannion : maisons à colombage, bois peints, restaurés par Alain Plesse en mai 2023, rue Barbé[42]

## XVIIesiècle
- Dinan, chapelle Sainte-Catherine du Couvent des Dominicaines, fresque redécouverte lors des travaux de restauration au XXIe siècle.  Inscrit MH (1987) -  Classé MH (1990)[43]
- Le Quillio, église Notre-Dame : en 2014 est entrepris la restauration des peintures de Raphaël Donguy datant du XIXe siècle. Sous la toile représentant saint Jean apparaît un saint en pieds dans un cadre architecturé. De l'autre côté, au dessus de saint Corentin apparaît un décor de motifs végétaux et de rinceaux. En 2017, les monuments historiques déposent les toiles de Donguy afin de mettre au jour les peintures sur lambris qui représentent un ensemble de dix saints en pieds du XVIIe siècle. Le décor s'ordonnance comme celui peint par Donguy, à l'exception de l'inversion de saint Jean et saint Joseph et du remplacement de saint Jacques le mineur par saint Jacques le majeur. Chaque saint est représenté dans une niche faite de motifs continus de feuilles dorées et surmontés de pots à fleurs, avec au-dessus des niches un décor de rinceaux en grisaille et camaïeu d'ocre imitant l'or et ces rehauts d'or. Figure l'inscription « Cette voute a este/peindre lan 1686/Mire Guillaume Prial : curé/H° gens Joseph Colin et François Herue, fabriques/DV pont peintre ». Cette inscription confirme l'attribution au peintre Louis Le Corre, sieur Dupont (avant 1670-après 1710)[44]. Sous certaines parties furent découverts des fragments de peintures du XVe siècle[45].

## XIXesiècle
- Dinan, chapelle Sainte-Catherine du Couvent des Dominicaines, peintures sur toile collée à la paroi, peinture sur plâtre, sur pierre et sur bois du XIXe siècle, restaurées au XXIe siècle. Inscrit MH (1987) -  Classé MH (1990)[43].
- Berhet, église Sainte-Brigitte (1850) : décorée par le peintre Raphaël Donguy. La peinture de la voûte est restaurée en février 2015[46].
- Le Fœil, château de Robien : peintures murales à l'intérieur de l'édifice par le peintre Joseph Gouézou (1821-1880). Édifice  Inscrit MH (1946)[47].
- Kérity, église Saint-Samson : les décors peints, rinceaux et arabesques en 1862 sont l'œuvre de Raphaël Donguy.
- Plouézec, église Saint-Pierre ou Notre-Dame-du-Gavel : les travaux de construction ont commencé en avril 1848 et l'église a été consacrée le 25 octobre 1868 par l'évêque de Saint-Brieuc. Le décor de la voûte réalisé en 1863, est du peintre Raphaël Donguy.
- Plounévez-Quintin, chapelle Notre-Dame de Kerhir (XVIe siècle)[48] : les décors de la voûte polychrome et dorée de 165 m2 sont réalisésa fresco par Raphaël Donguy.  Inscrit MH (1964)[49].
- Quessoy, église Saint-Pierre (1837-1840) : édifice construit sur l'emplacement d'une ancienne chapelle seigneuriale des de La Cornillière. Elle renferme deux fresques réalisées en 1850 du peintre Raphaël Donguy, La Vierge au Rosaire avec l'Enfant Jésus et Sainte Anne apprenant à lire à la Vierge Marie.
- Saint-Brieuc :
  - basilique Notre-Dame-d'Espérance : Raphaël Donguy y a peint a fresco dans le triforium, ainsi que sur les voûtes de l'église.
  - cathédrale Saint-Étienne : la chapelle d'axe est badigeonnée d'ocre jaune en 1844 et pourvue d'un décor polychrome entre 1863 et 1866, qui sera de nouveau badigeonné en 1870, puis entièrement décapé en 1882. Des travaux de restaurations en 2010 permirent de découvrir la trace d'un badigeon jaune sur le fenestrage. En examinant le triforium, d'autres traces apparurent. Des traces de fragments de décor au revers de l'autel majeur, dans le déambulatoire apparurent également, vraisemblablement plus ancien. En octobre 2011, il fut décidé de restituer le badigeon ocre, les chapiteaux romans en ocre rouge, ainsi que le décor néogothique de la chapelle d'axe. La restitution des décors achevée en 2017[50].  Classé MH (1906).
  - collège Anatole-Le-Braz : les voûtes de la chapelle furent décorées a fresco par Raphaël Donguy en 1863.
  - église Saint-Michel  Inscrit MH (2014) :
  - chapelle Notre-Dame-de-Joie des Filles du Saint-Esprit : décorations d'Alphonse Langlamet (1881-1958) en 1933-1934[51].

## XXesiècle
- Le Quillio, église Notre-Dame : fresque de Victor Boner (1871-1951) évoquant l'histoire de Bretagne avec la représentation de 24 saintes et saints bretons, peinte en 1936[52].
- Saint-Brieuc :
  - lycée Ernest-Renan :
    - La Poésie, Les Lettres, La Philosophie, L'Histoire, La Géographie, Les Sciences, La Chimie, La Physique et Les Arts, par Théophile Lemonnier, 1938, peintures murales, coupole de la rotonde[53] ;
- Trémargat, église Notre-Dame : croix et cimetière, inscrite aux monuments historiques depuis 1927[54]. Peintures murales a fresco d'Hubert de Sainte-Marie (1923-1991) du début des années 1950. Il s’agit de scènes d’une frise en partie disparue qui illustrent la Passion du Christ réinterprétée à travers le prisme de la Résistance à l’armée d’occupation nazie[55].

## XXIesiècle
- Yffiniac : l'ancien presbytère devenu maison paroissiale à Yffiniac, avec le pignon sud orné d’une fresque intitulée « Libre comme l’ère » signée par le graffeur Soy. Le Suisse a réalisé cette œuvre d'art urbain avec des bombes de peintures. Inspiré partiellement du lieu et de l’ambiance bretonne, cette peinture murale, réalisée uniquement au spray en 2023, se veut être un bol d’air frais venu des montagnes suisses. La colombe et la montgolfière représentent la paix et la liberté. Le jeu de mots « l’ère » évoque la nouvelle ère de liberté que l’on vit à notre époque, selon l’auteur suisse.

Fresques réalisées à Yffiniac dans le cadre de Street Art en Baie organisé par l’association Colors BZH
Libre comme l’ère sur la maison paroissiale par le graffeur suisse Soy.
Pignon de la médiathèque Le Patio par l’artiste héraultais Maye.
La mer, rue de Penthièvre par le graffeur allemand Tasso.